# Erik Åkesson (Tott)
Erik Åkesson (Tott), död 1494, var en dansk riddare, riksråd och hövitsman.

## Biografi
Erik Åkesson (Tott) var son till hövitsmannen Åke Axelsson (Tott) och Märta Bengtsdotter. Han var 1456 dansk riddare och hovsven hos Danmarks kung Kristian I. Erik Åkesson var 1465 danskt riksråd och var från 1457 till 1462 hövitsman på Stege. Han var från 1486 till 1490 hövitsman på Hindsgavl. Erik Åkesson avled troligen 1494.

### Egendom
Erik Åkesson ägde gårdar på Själland, Lolland och Falster, i Tönnersjö härad och Höks härad i Halland, i Färentuna härad i Uppland.

### Familj
Erik Åkesson var gift med Berta Moltke, dotter till riddaren Evert Moltke och Beata Nilsdotter (Rönnow). De fick tillsammans barnen Evert Eriksson (Tott), slottshövitsmannen Tönne Eriksson (Tott), Berta Eriksdotter (Tott) som var gift med Arvid Davidsson (Oxenstierna), Kristina Eriksdotter (Tott) som var gift med riddaren och riksrådet Sten Kristiernsson (Oxenstierna) och Anna Eriksdotter (Tott) som var gift med Herman Fleming.